# Потёмкина, Татьяна Борисовна
Татья́на Бори́совна Потёмкина (урождённая княжна Голицына; 30 января [10 февраля] 1797, Санкт-Петербург — 1 [13] июля 1869, Берлин) — русская благотворительница, статс-дама, устроительница крымского имения «Артек». По её ходатайству и на её средства была восстановлена Святогорская пустынь на берегу Северского Донца (ныне лавра). Память о Потёмкиной сохранилась в названии посёлка Татьяновка в Донбассе.

## Биография
Дочь князя Бориса Андреевича Голицына и его супруги княгини Анны Александровны, урождённой княжны Грузинской. В детстве была любима всеми, обладала кротким характером и привлекательной наружностью, но слабым здоровьем. Гувернанткой княжны и её сестёр была госпожа де Нуазвиль.
Летом 1814 года княжна Голицына стала невестой Александра Михайловича Потёмкина (1790—1872), сына княгини Татьяны Васильевны Юсуповой от первого брака с Михаилом Сергеевичем Потёмкиным. Княжна Варвара Туркестанова, близкая подруга княгини Анны Александровны Голицыной, в это время гостила на даче Юсуповых и в её переписке с Кристином обсуждались все перипетии предстоящего союза. Находя жениха равнодушным настолько, что он «даже невесте не оказывает внимания больше, чем необходимо, а у других уж и говорить нечего», Туркестанова объясняет и причину этого союза: «Жених не представляет из себя ничего особенного, но добрый малый. Он хорошо служит, скоро будет произведён в полковники и имеет десять тысяч крестьян, чем нельзя пренебречь в наш век». Впрочем, невеста, по замечанию гостьи, также «выходит замуж без особой любви, но охотно». Княжна пришлась по сердцу новым родственникам: будущая свекровь была «к ней ласкова», да и отчим жениха, князь Николай Борисович Юсупов, «был доволен свадьбой».

Волновало Туркестанову, не «унаследовал ли молодой Потёмкин скупость свой матери», ведь, собираясь жениться, он ещё не обзавёлся собственным домом и не купил лошадей. Счастье девушки она видела в возможности «управлять мужем». Татьяна Борисовна же «прекрасно справлялась с ролью невесты: она не дичится и не держит себя слишком свободно — она умеет найти середину, … эта молодая особа умнее, чем про неё думают». Единственным препятствием к свадьбе едва не стало хрупкое здоровье невесты: она была так слаба, что потела при малейшем движении. Кристин, в ответ на опасения Туркестановой, писал: «Напрасно выдают Татьяну замуж, если у неё слабая грудь; роды могут в её возрасте повлечь за собой чахотку». Венчание состоялось 7 февраля 1815 года в Исаакиевском соборе. Находясь в курсе начавшейся совместной жизни, Варвара Ильинична сообщала:
Татьяна в восторге от чудесного дома, а Потёмкин счастлив, что обладает наконец предметом своих желаний. Напрасно думали, что она вышла за Александра исключительно из послушания; она доказывает, что расположена к мужу. Княгиня Юсупова очарована своей невесткой и оказывает ей всевозможное внимание.
19 ноября 1815 года у супругов родился сын Григорий, который прожил лишь 10 месяцев. Потеря ребёнка так сильно потрясла Потёмкину, что врачи посоветовали ей для поправки здоровья отправиться за границу. М. Д. Бутурлин писал: «Татьяна Борисовна Потёмкина, тогда в цвете юной, но болезненной красоты, отправлена была медиками, по причине угрожавшей ей чахотки, сначала в Швейцарию, после чего она провела одну или две зимы во Флоренции и совершенно выздоровела. Неразлучно при ней находилась бывшая её гувернантка, старая француженка г-жа Ноазвиль [sic!], преумнейшая и забавнейшая особа.» Вместе с Потёмкиной в Париже в доме на улице Бержер в 1819—1821 годах жил кузен Татьяны Борисовны, князь Сергей Трубецкой.

### Благотворительная деятельность

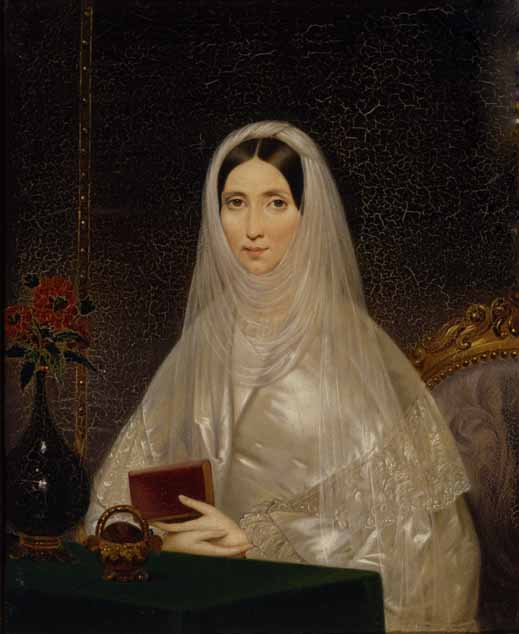
Потемкина на портрете работы Т. А. Неффа

Проведя семь лет за границей и возвратившись в Россию, Потёмкина — духовная дочь святителя Игнатия — посвятила себя благотворительности. Татьяна Борисовна учредила и содержала на свои средства приюты для детей, богадельни и приюты для призрения дряхлых и больных, для приготовления иноверных к таинству крещения и для кающихся падших женщин. В учебных заведениях она открыла несколько вакансий для сирот. В своём имении Гостилицы (около Петербурга) в начале 1820-х годов при участии кузена Трубецкого, состоявшего членом Вольного общества учреждения училищ взаимного обучения, устроила ланкастерскую школу.
В 1827 году Потёмкина приняла на себя обязанности председательницы Санкт-Петербургского Дамского попечительного о тюрьмах Комитета и исполняла эти обязанности в течение 42-х лет, стараясь улучшить положение заключенных, предлагая им материальную и духовную помощь. По желанию Татьяны Борисовны был учреждён приют детей заключенных, на содержание которого она выделяла личные средства.
Отличаясь редкой доступностью, Потёмкина и в своем собственном доме давала приют многим бедным. Она всегда готова была принять, выслушать каждого прибегавшего к её покровительству и помочь ему. Приобретя в 1824 году Гостилицы, Потёмкины узнали, что шестьдесят местных крестьян были сосланы в Сибирь за бунт, вызванный жестоким отношением управляющего. Татьяна Борисовна много ходатайствовала и хлопотала о возвращении их на родину, и по её личной просьбе император Николай приказал водворить ссыльных на прежнее место жительства. П. А. Вяземский писал: «Потёмкина была вообще, очень может быть, слишко доступна ко всем искательствам». Её покровительством пользовались и родственники. Так, брат, Николай Борисович, любивший жить широко и расстроивший своё состояние, был вынужден был заложить своё имение Богородское. Татьяна Борисовна выкупила усадьбу и отдала её под управление Вере Фёдоровне, супруге брата.
Потёмкина много заботилась о поддержании храмов, об устройстве новых церквей и о распространении православия. Её домовая церковь была «сборной крещальной» для всех иноверцев; более тысячи человек евреев и других иноверцев обращены ею в православие. Заботясь о распространении христианства среди язычников и в дальних пределах России, Потёмкина собирала в своем доме на Миллионной улице, 22 для совещаний деятелей духовных миссий и самих миссионеров. Граф С. Д. Шереметев, близко знавший Потемкиных, писал в своих мемуарах:
Известный дом Потемкиных в столице был в своё время каким-то открытым домом, чуть не гостиницей для всякого, кто только носил рясу или слыл за святого. Кто только ни перебывал в этом доме, кому только ни давали приюта в бесчисленных комнатах и закоулках этого лабиринта, чего только ни выделывали в этом доме с ведома и без ведома хозяйки, всесильно Татьяны Борисовны, которая до сих пор для меня словно загадка… сам хозяин дома Александр Михайлович Потёмкин безобидный старик, который хлопотал только об одном, чтобы его не тревожили и не мешали бесчисленным его привычкам.
Татьяна Борисовна делала щедрые пожертвования на церкви и монастыри. Её особым покровительством пользовалась Святогорская обитель в Харьковской губернии, которую она на свои средства восстановила в 1844 году. Имение Святые Горы досталось Александру Михайловичу при разделе наследства умершей в 1841 году матери. Вскоре Потёмкин обратился с прошением в Священный Синод о восстановлении монастыря. 15 января 1844 года Святогорский монастырь был возобновлен по высочайшему согласию императора Николая I, а 12 августа того же года состоялось его официальное открытие. Для восстановления обители Потемкины сразу же пожертвовали 10 тысяч рублей и 70 десятин земли, продолжая выделять значительные денежные пожертвования и в последующие годы.
Потёмкина часто посещала и Троице-Сергиеву Приморскую пустынь в Стрельне, будучи знакомой с настоятелем Игнатием Брянчаниновым, ещё с тех времён, когда он был офицером корпуса инженеров; много жертвовала туда вещами и деньгами на помин своей матери Анны Александровны.

### Последние годы

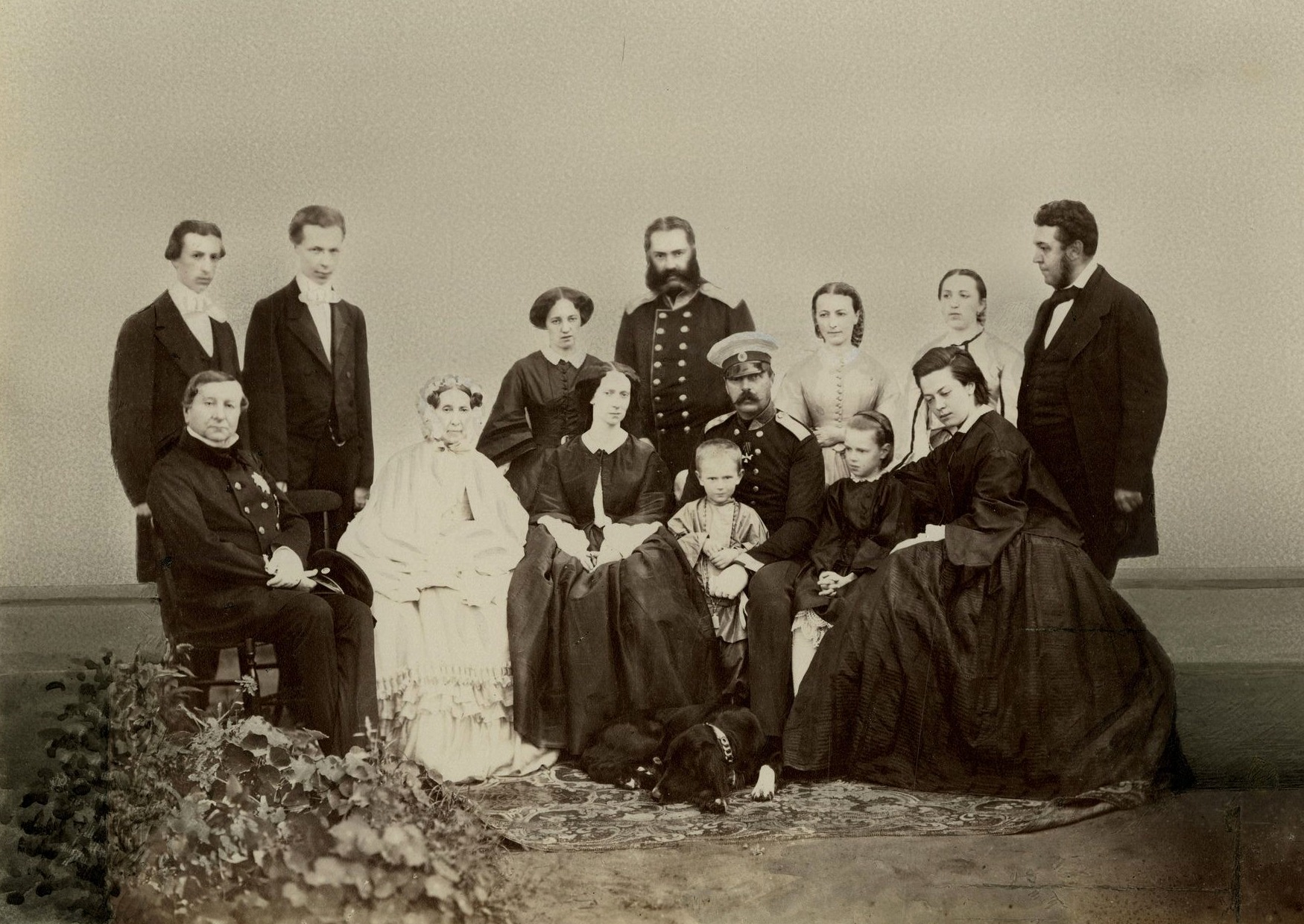
Александр II в гостях у Т.Б. Потёмкиной в 1861 году. Потёмкина сидит слева.

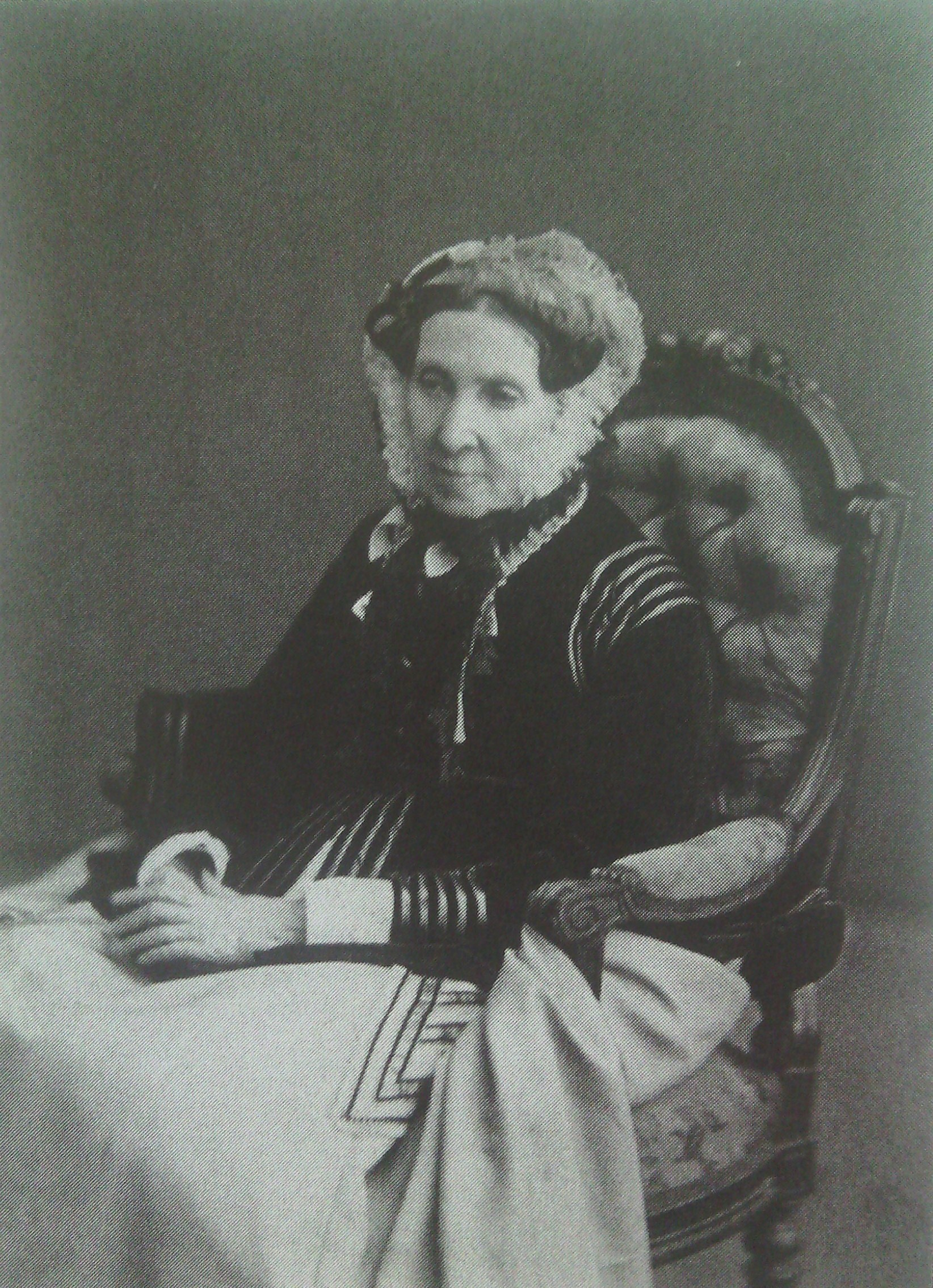
Т. Б. Потемкина (1860-е)

К Татьяне Борисовне очень тепло относились в царской семье. При дворе императоров Николая I и Александра II она пользовалась большим уважением. Николай Павлович с семьёй бывали в имениях Потёмкиных (Святые Горы и Артек). Татьяна Борисовна была подругой и наперсницей старшей дочери императора, великой княгини Марии Николаевны. Именно священник Троицкой церкви Гостилицкой усадьбы Потёмкиной совершил венчание Марии Николаевны и графа Григория Александровича Строганова. Близко общалась Татьяна Борисовна и с великой княгиней Александрой Петровной, которая также была очень религиозна.
Во время одного из визитов в резиденцию великой княгини, Николаевский дворец, Потёмкина стала жертвой несчастного случая: один из первых в городе лифтов — подъёмник с креслом — сорвался с большой высоты и упал, пробив мраморный пол. Получив серьёзные травмы, Татьяна Борисовна чудом осталась жива, но с начала 1869 года здоровье её стало ухудшаться, и врачи посоветовали продолжить лечение за границей. Вместе с сестрой Софьей 29 июня она прибыла в Берлин, где и скончалась «от удара в легких и сердце» спустя два дня в ночь на 1 июля 1869 года .
Тело её было доставлено в Россию 6 июля, поставлено в домовой церкви на Большой Миллионной улице, 8 июля перевезено в Троице-Сергиеву пустынь. 9 июля при многочисленном стечении народа и в присутствии великой княгини Александры Петровны, Евгения Максимилиановича, Александра Петровича и Евгении Максимилиановны Ольденбургских и других знатных особ настоятелем обители архимандритом Игнатием была совершена литургия.
Император писал Александру Михайловичу:
С душевным прискорбием известясь о внезапной кончине супруги вашей, вменяю себе в сердечную обязанность выразить вам горячее участие, принимаемое Мною в столь неожиданно постигшем вас несчастии. Постоянно питав глубокое уважение к высоким качествам и добродетелям покойной Татьяны Борисовны, я искренне желаю, чтобы вы нашли некоторое утешение в том общем сочувствии к понесенной вами потере, которое вызывается памятью о достойной супруге вашей. Да поможет вам Бог смиренно покориться воле Всевышняго, подвергшей вас столь тяжкому удару.

### Комментарии
1. ↑  Эта дата указывается в «Русском биографическом словаре» и в журнале «Всемирная иллюстрация», 26 июля 1869 года, т. ІІ, № 31, с. 69—71. В трудах Н. Н. Голицына дата смерти — 6 (18) июля[1][4]
2. ↑   Альбертина де Нуазвиль (урожд. де Фьерваль; 1766 — не позже 1842) была побочной дочерью Жозефа Иасента Франсуа де Поля Риго, графа де Водрея (1740–1817), приближенного королевы Марии Антуанетты.  Госпожа де Нуазвиль  около 1795 года переехала в Петербург , а с начала 1800-х гг. стала гувернанткой в семействе Голицыных. См. о ней книгу «Россия в 1839 году».